# Lecanora zosterae
Lecanora zosterae är en lavart som först beskrevs av Erik Acharius och som fick sitt nu gällande namn av William Nylander. 
Lecanora zosterae ingår i släktet Lecanora och familjen Lecanoraceae. Arten är reproducerande i Sverige. Inga underarter finns listade i Catalogue of Life.